# Evalyn Walsh McLean

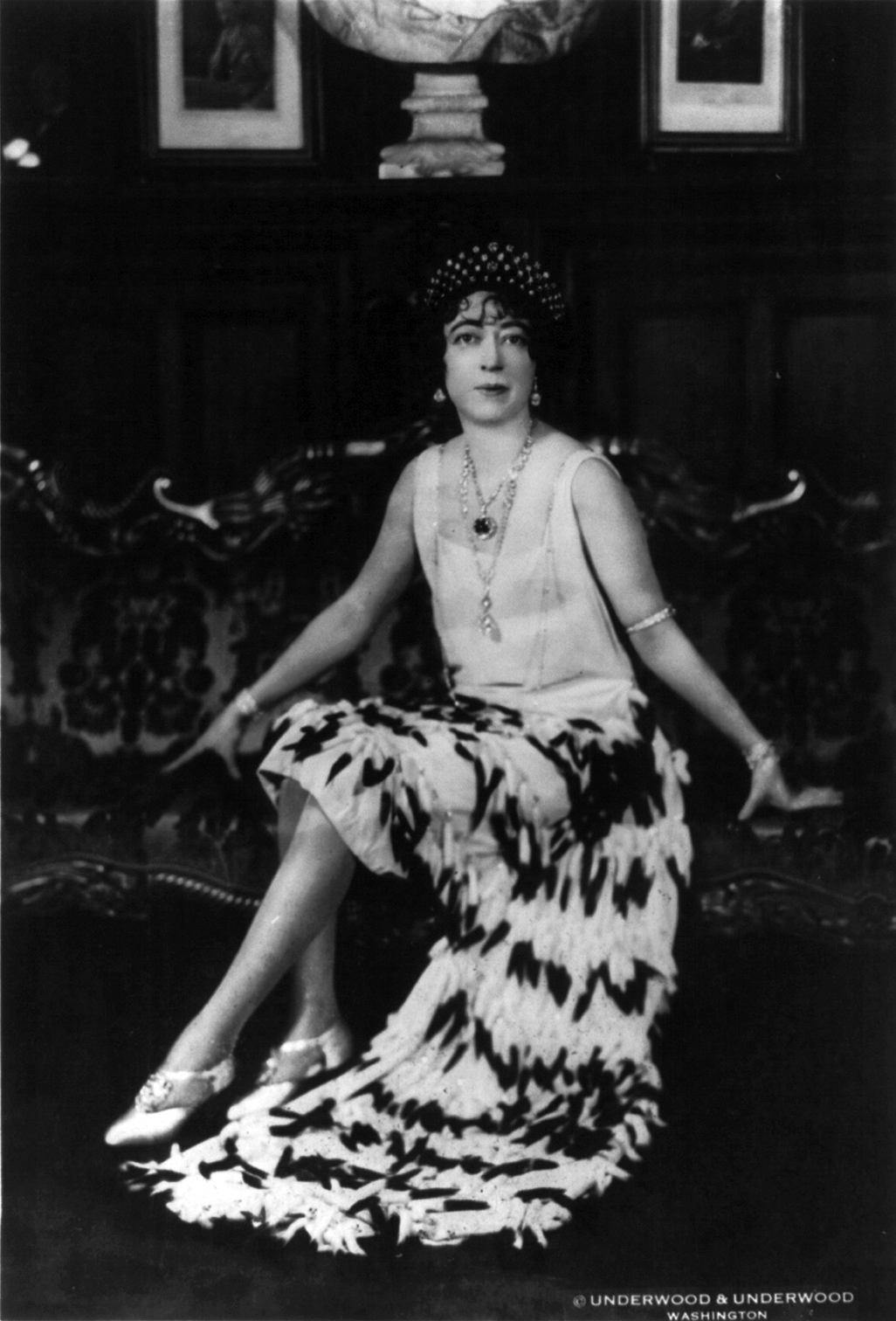
Evalyn Walsh McLean mit dem Hope (oben) und dem Star of the East (unten)

Evalyn Walsh McLean (* 12. August 1886 in Leadville, Colorado; † 24. April 1947 in Washington, D.C.) war die US-amerikanische Besitzerin des berühmten 45 Karat großen Hope-Diamanten, in dessen Besitz sie 1911 gelangte. Auch der 94-karätige Star of the East – ein vermutlich aus Indien stammender, birnenförmiger Diamant – war seit 1908 Teil ihrer Diamantenkollektion.

## Leben
Evalyn Walsh McLean war die Tochter des irischen Einwanderers Thomas Francis Walsh (1850–1910) und der US-Amerikanerin Carrie Reed. Ihr Vater wurde durch den Besitz von Goldminen vermögend und zählte als Eigentümer der Camp Bird Mine in Camp Bird (Ouray County, Colorado) zu den reichsten Männern der Welt. Dadurch wurde Evalyn ein luxuriöses Leben ermöglicht.

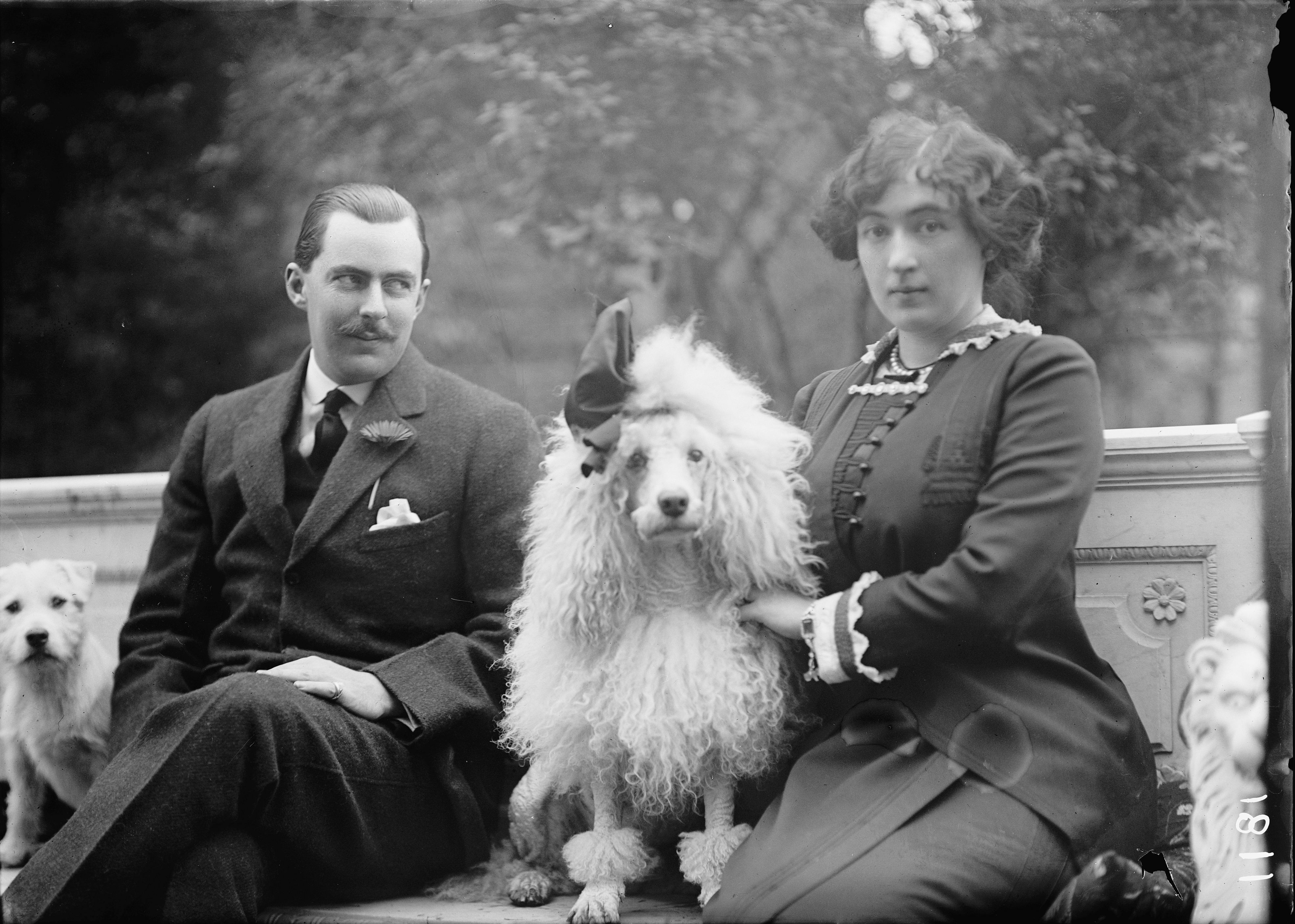
Ehepaar McLean (1912)

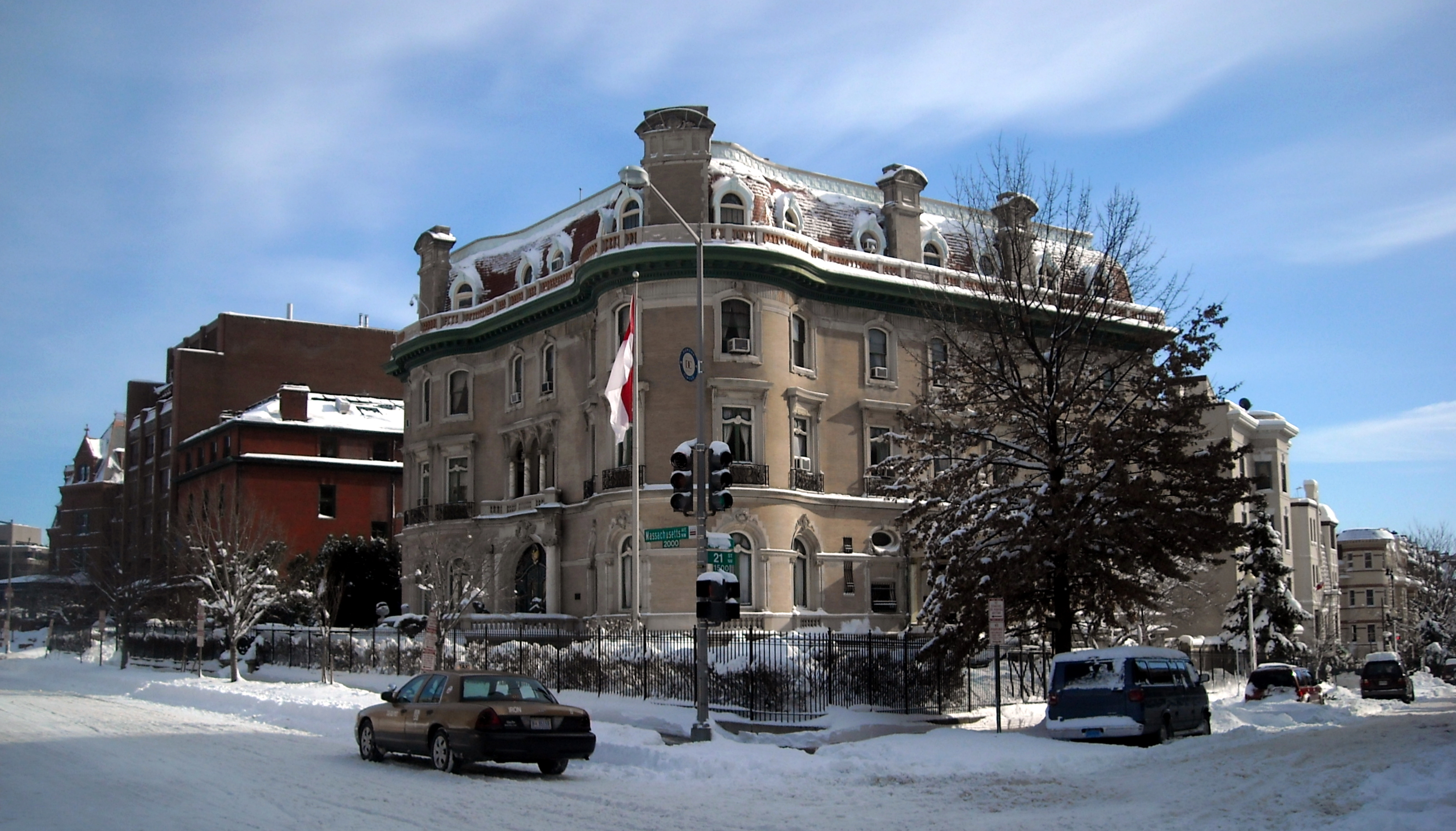
Walsh Mansion, Walsh McLeans Heim, heute als indonesische Botschaft im National Register of Historic Places

Evalyn heiratete 1908 ihren Jugendfreund Edward Beale McLean (1889–1941), den Erben der Tageszeitung The Washington Post. Aus der Ehe stammten vier Kinder: Vinson, John, Edward und Emily. Vinson starb,  nachdem er von einem Auto angefahren wurde. Evalyn Walsh McLean entwickelte im Anschluss an den Unfalltod ihres Sohnes eine Medikamentenabhängigkeit, ihr Mann wurde alkoholabhängig.
Die familieneigene Zeitung The Washington Post wurde 1932 aufgrund von finanziellen Schwierigkeiten versteigert.
Ihr Sohn Edward (1918–1987) war von 1943 bis 1948 mit Gloria Hatrick McLean verheiratet, der späteren Frau des Schauspielers James Stewart. Tochter Emily heiratete 1941 Senator Robert Rice Reynolds und verstarb fünf Jahre später im Alter von 24 Jahren an einer versehentlichen Überdosis Schlaftabletten. Die Anhäufung von Schicksalsschlägen wurde medial als „Fluch des Hope-Diamanten“ dargestellt, Evalyn Walsh McLean selbst hielt sie allerdings für „die natürliche Konsequenz von unverdientem Reichtum in undisziplinierten Händen.“
Evalyn McLean verstarb ein Jahr nach ihrer Tochter im Alter von 61 Jahren an einer Lungenentzündung.
Das von ihrem Vater im Jahr 1903 fertiggestellte und von ihr 1910 ererbte Walsh Mansion (2020 Massachusetts Avenue, N.W.) ist seit 1973 denkmalgeschützt und hat einen Eintrag im National Register of Historic Places. Seit 1952 ist es Sitz der indonesischen Botschaft.
Der berühmte Hope-Diamant ging an einen Treuhandfonds für ihre Enkelkinder, wurde 1949 an den Juwelier Harry Winston verkauft, der ihn 1958 der Smithsonian Institution in Washington, D.C. überließ. Im National Museum of Natural History kann der Diamant bewundert werden.
McLeans Reise in die Sowjetunion wird im Cole-Porter-Lied, Anything Goes in den Versen „When Mrs Ned McLean (God bless her) / Can get Russian reds to "yes" her, / Then I suppose / Anything goes.“ erwähnt.

## Veröffentlichungen
- mit Boyden Sparkes: Father Struck It Rich. 1936, Western Reflections Publishing, Nachdruck 1999, ISBN 978-1-890437-26-8.
- spätere Beiträge von Sam Sloan: Father Struck It Rich. The Curse of the Hope Diamond. Ishi Press, 2008, ISBN 978-0-923891-04-6.